# Olios aurantiacus
Olios aurantiacus là một loài nhện trong họ Sparassidae.
Loài này thuộc chi Olios. Olios aurantiacus được Cândido Firmino de Mello-Leitão miêu tả năm 1918.